# Zachäussingen in Zirl
Das Zachäussingen in Zirl ist ein Kirchtagsbrauch in der Marktgemeinde Zirl in Tirol. Es gehört seit 2015 zum Immateriellen Kulturerbe in Österreich.
Das Zachäussingen ist ein Element des Kirchen- und Dorffestes, mit dem am dritten Sonntag im Oktober der Zirler Kirchweihtag begangen wird und das bereits am Samstag beginnt. Am Sonntag erklingen von 4.30 bis 5.00 Uhr die fünf Glocken der Pfarrkirche einzeln und zusammen in einer festgelegten Ordnung. Danach wird am Kirchturm jeweils die erste Strophe des Zachäusliedes O ihr Berge, helft uns trauern und des Heimatliedes Nur einmal noch in meinem Leben vom Bläserchor gespielt und vom Kirchenchor gesungen. Der Pfarrer erteilt den Segen mit der Monstranz. Am Kirchplatz und zum Schluss am Dorfplatz wird jeweils eine weitere Strophe der beiden Lieder gesungen und gespielt. Das Zachäuslied wurde 1723 vom Messner Georg Kranebitter geschrieben; mit Bezug auf den biblischen Zachäus handelt es von Buße und Reue.
Anschließend wird am Dorfplatz noch zu früher Stunde getanzt. Danach gehen die Bewohner ins Veranstaltungszentrum B4, wo das Fest mit Kirchtagskrapfen fortgesetzt wird. Am späteren Vormittag ist das Festhochamt in der Kirche. 